# Euronext
Euronext N.V. je evropskou akciovou burzou se sídlem v Paříži, s pobočkami v zemích Belgie, Nizozemska, Lucemburska, Portugalska a Spojeného království. K doplnění obchodování s akciemi a deriváty, Euronext group poskytuje vypořádávací a informační služby. K 31. lednu 2006 měl kapitálový trh spravovaný společností Euronext tržní kapitalizaci 2,9 biliónu USD. Tento burzovní trh byl takto oceněn jako 5. největší na světě. V roce 2007 se Euronext sloučil s americkou burzou NYSE do skupiny NYSE Euronext a vytvořili tak "první globální akciovou burzu". V roce 2014 se znovu osamostatnil.